# Monument culturel en Tchéquie
Pour les autres articles nationaux ou selon les autres juridictions, voir Monument historique.

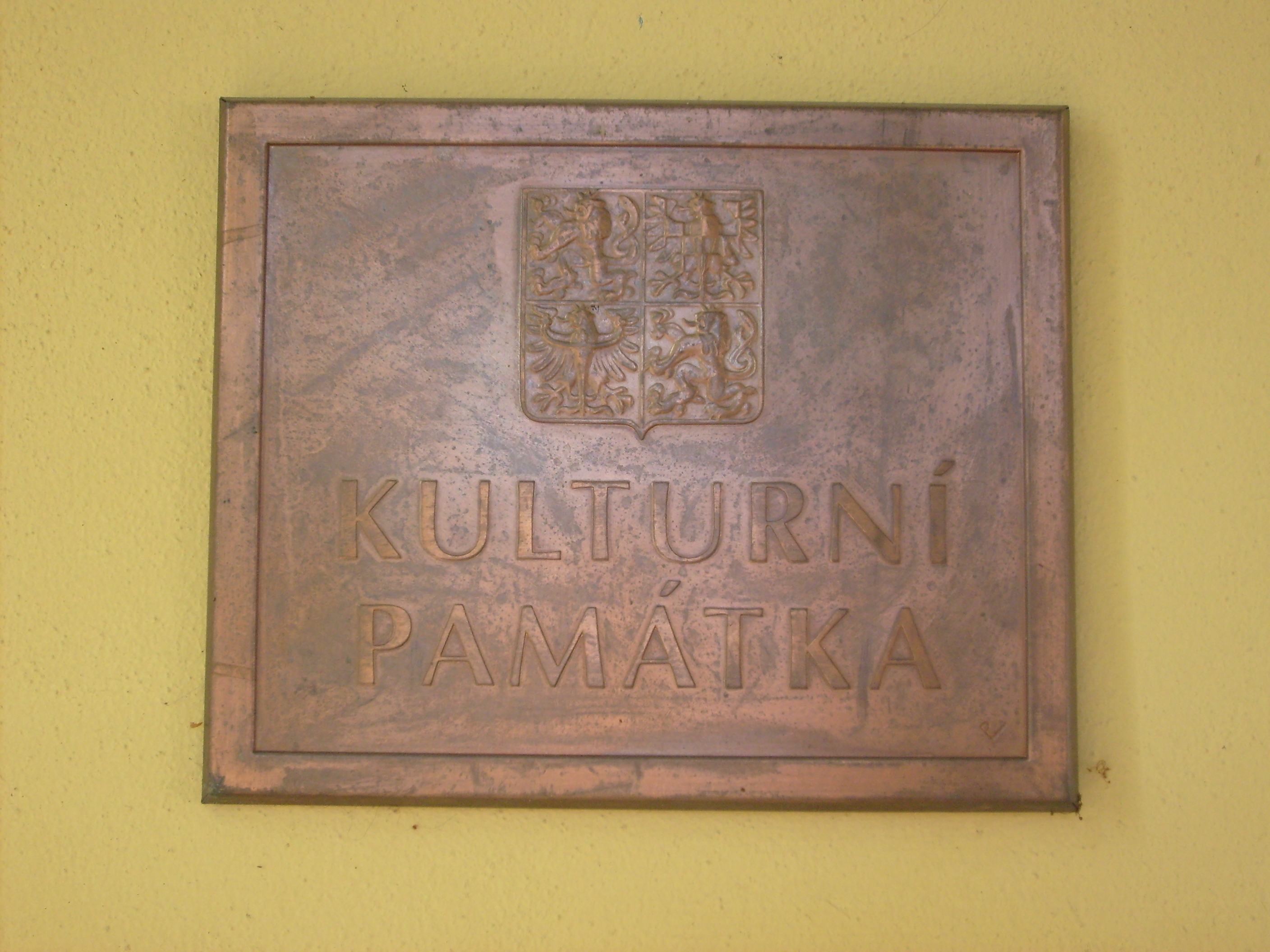
Plaque Kulturní památka dans l'église Saint-Michel de Licibořice.

En République tchèque, un monument culturel (en tchèque : kulturní památka) est un statut attribué par le ministère de la Culture aux édifices pour leur importance historique ou patrimoniale. Les plus importants d'entre eux ont le statut de monument culturel national (Národní kulturní památka), donné par décret gouvernemental.
La gestion en est assurée par l'Institut des monuments culturels (Národní památkový ústav), créé le 1er janvier 2003.

## Quelques monuments culturels

### ÀPrague
- Le château de Prague
- Le pont Charles
- L'horloge astronomique
- La maison nationale de Vinohrady
- Le pavillon d'été Hvezda
- L'opéra d'État
- Le palais Auerspersky
- Le palais Bretfeld
- Le palais Granovsky de Granov
- Le palais Kučera
- Le palais Trauttmansdorff
- Le palais Vrbnov
- Le Rudolfinum
- La villa Müller
- La chapelle de Bethléem
- Le cimetière juif de Žižkov
- La poste principale
- Molochov (1938)
- L'hôtel Paris
- Les Jardins du Séminaire sur la colline de Petřín
- L'Église de la Sainte-Trinité à Podskalí

### ÀBrno
- La villa Tugendhat
- La forteresse du Spielberg

### ÀPilsen
- La vieille synagogue
- La grande synagogue de Plzeň

### ÀOlomouc
- La colonne de la Sainte Trinité d'Olomouc

### À Litoměřice
Le centre historique de Litoměřice est classé monument historique. Il englobe 44 rues et 9 places.

### ÀHradec Kraloveet dans sa région

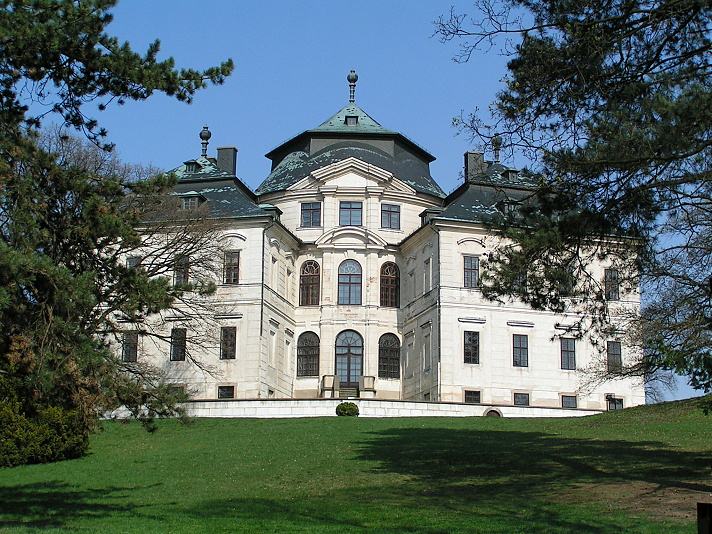
Vue du château de Karlova Koruna.

- Le château de Karlova Koruna

### ÀBerounet dans sa région
- Karlštejn

### Autres régions tchèques
- Krásný Dvůr
- Pont de pierre de Písek
- Vieux cimetière juif de Roudnice nad Labem[2]
- Près de Liberec, la tour de télévision de Ještěd
- Viaduc de Jezernice
- Pont ferroviaire d’Úvaly
- Institut thermal militaire à Karlovy Vary
- Nouvel hôtel de ville d'Ostrava

## Polémiques
Le rapport difficile de la République tchèque avec son passé communiste et l'art de cette époque a été illustré par la qualification de monument culturel concernant les bâtiments de la seconde moitié du XXe siècle tels que le magasin Maj Tesco à Prague.
Pour les historiens d'art, ces monuments témoignent d'une époque, d'un courant artistique, bien que leur qualité esthétique soit peu appréciée.